# Alberto Romita
Alberto Romita (Ceglie del Campo, 19 settembre 1880 – Campobasso, 14 ottobre 1939) è stato un vescovo cattolico italiano.

## Biografia
Il 29 giugno 1927, non senza forti polemiche da parte del clero locale, fece trasferire la sede vescovile da Bojano a Campobasso, in forza della bolla Ad rectum di papa Pio XI.

## Genealogia episcopale
La genealogia episcopale è:
- Cardinale Scipione Rebiba
- Cardinale Giulio Antonio Santori
- Cardinale Girolamo Bernerio, O.P.
- Arcivescovo Galeazzo Sanvitale
- Cardinale Ludovico Ludovisi
- Cardinale Luigi Caetani
- Cardinale Ulderico Carpegna
- Cardinale Paluzzo Paluzzi Altieri degli Albertoni
- Papa Benedetto XIII
- Papa Benedetto XIV
- Cardinale Enrico Enriquez
- Arcivescovo Manuel Quintano Bonifaz
- Cardinale Buenaventura Córdoba Espinosa de la Cerda
- Cardinale Giuseppe Maria Doria Pamphilj
- Papa Pio VIII
- Papa Pio IX
- Cardinale Raffaele Monaco La Valletta
- Arcivescovo Giulio Vaccaro
- Vescovo Alberto Romita